# Jückelberg
Jückelberg is een gemeente in de Duitse deelstaat Thüringen, en maakt deel uit van de Landkreis Altenburger Land.
Jückelberg telt  inwoners.